# Латвійська євангельсько-лютеранська церква

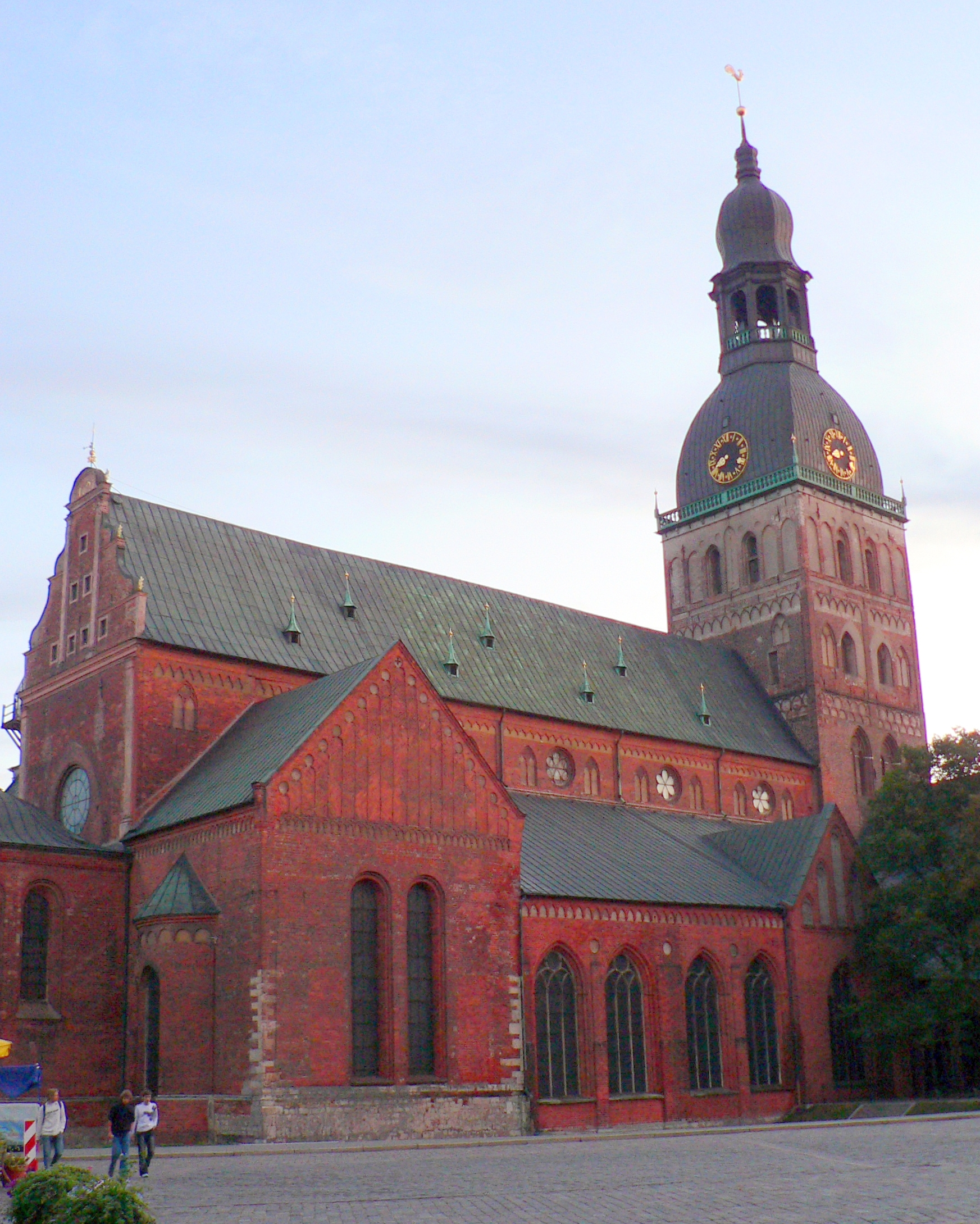
Ризький собор - головний храм Церкви.

Латві́йська єва́нгельсько-лютера́нська це́рква (латис. Latvijas Evaņģēliski luteriskā baznīca) — протестантська лютеранська церква в Латвії. Найбільша християнська деномінація країни. Офіційно заснована 1922 року. Як лютеранська течія присутня на латвійських землях з 1523 року. Головний храм — Ризький собор. Має єпископальну систему управління, керується синодом єпископів. Голова церкви — архієпископ Ризький. Об'єднує три сотні громад, до півмільйона вірян. Проводить богослужіння латиською і німецькою мовами (що була основною мовою церкви до ХХ ст.). Член Всесвітньої лютеранської федерації (з 1963). Належить до конфесійного лютеранства, консервативно-традиціоналістського напрямку висока церква. Визнає Апостольський і Нікейський символи віри. Дотримується постанов Книги згоди. Не практикує жіночого пастирства і не благословляє союзи содомітів.

## Назва
- Латві́йська єва́нгельсько-лютера́нська це́рква (латис. Latvijas Evaņģēliski Luteriskā Baznīca; LELB) — латвійська назва.
- Латві́йська лютера́нська це́рква — коротка назва.
- Євангельсько-лютеранська церква Латвії (нім. Evangelisch-Lutherische Kirche Lettlands; рос. Евангелическо-лютеранская церковь Латвии; ЕЛЦЛ) — перекладна назва.

## Історія
- 1523: створена перша лютеранська громада в Ризі.
- 1530: Ніколаус Рамм переклав латиською частини Біблії.
- 1539: Рига увійшла до складу протестантських міст. Католицький Ризький собор перетворено на лютеранський храм.
- 1561: Лівонія розділилася на ряд держав: герцогство Курляндії і Семигалії, де лютеранство стало державною релігією і була створена Курляндська консисторія[de]; Ліфляндське герцогство, де збереглася стара католицька віра.
- 1622: Швеція приєднала Ліфляндію і провела лютеранізацію регіону.
- 1633—1634: створена Ліфляндська консисторія із 6 унтер-консісторіями.
- 1710: Росія приєднала Ліфляндію.
- 1734: Ризька обер-консисторія підпорядкована російському уряду: Консисторіальному засіданню Юстиц-колегії ліфляндських і естляндських справ[2].
- 1795: Росія приєднала Курляндію-Семигалію; Курляндська консисторія також підпорядкована Юстиц-колегії.
- 1832: Ліфляндська і Курляндська консисторії перепорядковані Генеральній євангельсько-лютеранській консисторії; при них запроваджені посади генерал-суперінтендетнів.
- 1922: після незалежності Латвії 194 латиські і 20 німецьких громад об'єдналися у єдину Латвійську лютеранську церкву. Діфляндська і Курляндська консисторії скасували. Шведський архієпископ Натан Седерблюм рукопоклав обраного на синоді Карліса Ірбе архієпискпопом Ризьким. Для німецькомовних призначили окремого єпископа — Петера-Гаральда Пельхау. При Латвійському університеті відкрився теологічний факультет.
- 1932: Теодорс Грінбергс став новим архієпископом церкви.
- 1944: СРСР повторно окупував Латвію. Грінбергс і більшість пасторів покинули країну. Церкву очолив Карліс Ірбе, але його разом із іншими пасторами, депортувала радянська влада. Внаслідок цього латиські лютерани втратили до 80% кліру.
- 1954: СРСР дозволив діяльність лютеранської церкви у Латвії, новим архієпископом став Густав Турс.
- 1967: Церква мала 90 пасторів і 400 тисяч вірян; церковне життя обмежувалося недільними службами.
- 1989: Латвія відновила незалежність. Керівництво лютеранської церкви, яке співробітничало з радянською владою, відсторонили. Пройшли вибори кліру, а новим архієпископом став Карліс Гайлітіс.
- 2008: сейм Латвії затвердив закон про Латвійську лютеранську церкву, згідно з яким держава надаватиме їй фінансову допомогу та ряд привілеїв.

## Організація
- Голова — архієпископ Ризький.
- Синод (Sinode) — рада єпископів, найвищий центральний орган.
  - Головне правління (Virsvalde) — головний виконавчий орден.
- Парафіяльні ради (draudzes padome) — найвищі органи на місцях
  - Парафіяльні правління (draudzes valde) — виконавчі органи на місцях
- Єпископства: Ризьке, Лієпайське, Даугавпілське (станом на 2016).
- Навчальні заклади: Адакадемія Лютера (семінарія), теологічний факультет Латвійського університету.